# Copa Mundial de Clubes de la FIFA 2022
La Copa Mundial de Clubes de la FIFA 2022 fue la decimonovena edición del torneo internacional de clubes de fútbol. El evento se disputó entre el 1 y 11 de febrero de 2023 con sede en Marruecos.
El campeón fue el Real Madrid, que venció al Al-Hilal de Arabia Saudita en la final por 5-3, logrando su quinto título en esta competición.

## Sedes
Si bien la Copa Mundial de Clubes generalmente se juega anualmente en diciembre, el torneo de 2022 no pudo realizarse durante este período debido a la programación de la Copa Mundial de Fútbol de 2022 en noviembre y diciembre de 2022. Esto, junto con la futura expansión planificada por la FIFA de la Copa Mundial de Clubes, dio como resultado pocos detalles públicos sobre si el torneo de 2022 se llevaría a cabo. Sin embargo, se asignaron USD 20 millones para la Copa Mundial de Clubes en el presupuesto de la FIFA para 2023. En diciembre de 2022, el presidente de Concacaf Victor Montagliani manifestó que la Copa Mundial de Clubes se llevaría a cabo en 2023, pero no sería organizado por los Estados Unidos. El 14 de diciembre, la FIFA anunció que el anfitrión y las fechas del torneo se confirmarían en la reunión del Consejo de la FIFA en Doha, Catar, el 16 de diciembre. Marruecos fue anunciado como anfitrión el 16 de diciembre de 2022 (siendo Brasil el otro país aspirante a albergar el torneo). Como resultado, la final de la Liga de Campeones de la AFC 2022, retrasada hasta mayo de 2023 debido a la pandemia de covid-19 en Asia y la Copa Mundial de Fútbol de 2022, se adelantaría para facilitar la programación del Mundial de Clubes. Sin embargo, la AFC confirmó el 23 de diciembre de 2022 que, dado que la Liga de Campeones de la AFC 2022 no se completaría a tiempo, Al-Hilal sería su representante en la Copa Mundial de Clubes de la FIFA 2022 como los campeones reinantes de la Liga de Campeones de la AFC 2021.
Los partidos tuvieron lugar dos ciudades de Marruecos, Rabat y Tánger. El estadio Príncipe Moulay Abdellah en Rabat también albergó los partidos de la edición 2014, mientras que estadio de Tánger recibió por primera vez encuentros de la Copa Mundial de Clubes.
| Rabat Tánger | Tánger            | Rabat                   |
| ------------ | ----------------- | ----------------------- |
| Rabat Tánger | Estadio de Tánger | Estadio Moulay Abdellah |
| Rabat Tánger | Capacidad: 65 000 | Capacidad: 60 000       |
| Rabat Tánger |                   |                         |

## Clubes clasificados
Los equipos participantes se clasificaron a lo largo del año a través de las seis mayores competiciones continentales y la primera división del país anfitrión. En cursiva el equipo debutante.
| Confederación                 | Equipo           | Vía de clasificación                                   |
| ----------------------------- | ---------------- | ------------------------------------------------------ |
| Europa                        | Real Madrid      | Campeón de la Liga de Campeones de la UEFA (2021-22)   |
| América del Sur               | Flamengo         | Campeón de la Copa Conmebol Libertadores (2022)        |
| Norte, Centroamérica y Caribe | Seattle Sounders | Campeón de la Liga de Campeones de la Concacaf (2022)  |
| Asia                          | Al-Hilal         | Campeón de la Liga de Campeones de la AFC (2021)       |
| África                        | Wydad Casablanca | Campeón de la Liga de Campeones de la CAF (2021-22)    |
| Oceanía                       | Auckland City    | Campeón de la Liga de Campeones de la OFC (2022)       |
| África                        | Al-Ahly          | Subcampeón de la Liga de Campeones de la CAF (2021-22) |

## Árbitros
La lista de árbitros designados fue anunciada el 14 de enero de 2023.
| AFC - Ma Ning - Zhou Fei (asistente) - Zhang Cheng (asistente) - Fu Ming (VAR) CAF - Mustapha Ghorbal - Mokrane Gourari (asistente) - Khalil Hassani (asistente) - Rédouane Jiyed (VAR) Concacaf - Iván Barton - David Morán (asistente) - Kathryn Nesbitt (asistente) - Fernando Guerrero (VAR) Conmebol - Andrés Matonte - Nicolás Tarán (asistente) - Martín Soppi (asistente) - Nicolás Gallo (VAR) - Juan Soto (VAR) UEFA - István Kovács - Anthony Taylor - Vasile Marinescu (asistente) - Ovidiu Artene (asistente) - Gary Beswick (asistente) - Adam Nunn (asistente) - Jérôme Brisard (VAR) - Massimiliano Irrati (VAR) - Juan Martínez Munuera (VAR) |

## Partidos
El sorteo del torneo se llevó a cabo el 13 de enero de 2023 a las 12:00 CET (UTC+1), en la Academia de Fútbol Mohammed VI en Salé, Marruecos, para decidir los enfrentamientos de la segunda ronda (entre el ganador de la primera ronda y los equipos de AFC, CAF y Concacaf), y los oponentes de los dos ganadores de la segunda ronda de las semifinales (contra equipos de Conmebol y la UEFA).
Si un partido finalizaba empatado:
- Para los partidos de eliminación, se jugó tiempo suplementario. Si seguía empatado, se ejecutaron tiros desde el punto penal.
- Para el partido por el tercer puesto, no se jugó tiempo extra y se realizó directamente una tanda de penaltis.

|  | Eliminación preliminar | Eliminación preliminar |                       |                  | Cuartos de final      | Cuartos de final      |  |  | Semifinales | Semifinales |  |  | Final                  | Final |
|  | 1 de febrero - Tánger  |                        |                       |                  |                       |                       |  |  |             |             |  |  |                        |       |
|  | Al-Ahly                | 3                      |                       |                  | 4 de febrero - Tánger | 4 de febrero - Tánger |  |  |             |             |  |  |                        |       |
|  | Al-Ahly                | 3                      |                       |                  | 4 de febrero - Tánger | 4 de febrero - Tánger |  |  |             |             |  |  |                        |       |
|  | Auckland City          | 0                      |                       |                  | Seattle Sounders      | 0                     |  |  |             |             |  |  |                        |       |
|  | Auckland City          | 0                      | 8 de febrero - Rabat  |                  | Seattle Sounders      | 0                     |  |  |             |             |  |  |                        |       |
|  |                        |                        |                       |                  | Al-Ahly               | 1                     |  |  |             |             |  |  |                        |       |
|  | Al-Ahly                | 1                      |                       |                  | Al-Ahly               | 1                     |  |  |             |             |  |  |                        |       |
|  | Al-Ahly                | 1                      |                       |                  |                       |                       |  |  |             |             |  |  |                        |       |
|  |                        |                        | Real Madrid           | 4                |                       |                       |  |  |             |             |  |  |                        |       |
|  |                        |                        | Real Madrid           | 4                |                       |                       |  |  |             |             |  |  |                        |       |
|  |                        |                        | 11 de febrero - Rabat |                  |                       |                       |  |  |             |             |  |  |                        |       |
|  |                        |                        |                       |                  |                       |                       |  |  |             |             |  |  |                        |       |
|  | Real Madrid            | 5                      |                       |                  |                       |                       |  |  |             |             |  |  |                        |       |
|  | Real Madrid            | 5                      | 4 de febrero - Rabat  |                  |                       |                       |  |  |             |             |  |  |                        |       |
|  |                        | Al-Hilal               | 3                     |                  |                       |                       |  |  |             |             |  |  |                        |       |
|  |                        |                        | 3                     | Wydad Casablanca | 1 (3)                 |                       |  |  |             |             |  |  |                        |       |
|  | 7 de febrero - Tánger  |                        |                       | Wydad Casablanca | 1 (3)                 |                       |  |  |             |             |  |  |                        |       |
|  |                        | Al-Hilal               | 1 (5)                 |                  |                       |                       |  |  |             |             |  |  |                        |       |
|  | Flamengo               | Al-Hilal               | 1 (5)                 | 2                |                       |                       |  |  |             |             |  |  |                        |       |
|  | Flamengo               |                        | Tercer lugar          | 2                |                       |                       |  |  |             |             |  |  |                        |       |
|  |                        |                        | Al-Hilal              | 3                |                       |                       |  |  |             |             |  |  |                        |       |
|  | Al-Ahly                | 2                      | Al-Hilal              | 3                |                       |                       |  |  |             |             |  |  |                        |       |
|  | Al-Ahly                | 2                      |                       |                  |                       |                       |  |  |             |             |  |  |                        |       |
|  | Flamengo               | 4                      |                       |                  |                       |                       |  |  |             |             |  |  |                        |       |
|  | Flamengo               | 4                      |                       |                  |                       |                       |  |  |             |             |  |  |                        |       |
|  |                        |                        |                       |                  |                       |                       |  |  |             |             |  |  | 11 de febrero - Tánger |       |

- Los horarios corresponden a la hora local de Marruecos (UTC+1).

### Primera ronda
| 1 de febrero de 2023 | Al-Ahly                                | 3:0 (1:0) | Auckland City | Estadio de Tánger, Tánger                                                 |                                                                           |
| 20:00                | El Shahat 45+2' · Sherif 56' · Tau 86' | Reporte   |               | Asistencia: 47 137 espectadores Árbitro(s): Ma Ning VAR: Martínez Munuera | Asistencia: 47 137 espectadores Árbitro(s): Ma Ning VAR: Martínez Munuera |

### Segunda ronda
| 4 de febrero de 2023 | Wydad Casablanca                             | 1:1 (1:1, 0:0) (t. s.)(3:5 p.) | Al-Hilal                                            | Estadio Moulay Abdellah, Rabat                                                 |                                                                                |
| 15:30                | El Amloud 52'                                | Reporte                        | Kanno 90+4' (pen.)                                  | Asistencia: 43 891 espectadores Árbitro(s): Iván Barton VAR: Fernando Guerrero | Asistencia: 43 891 espectadores Árbitro(s): Iván Barton VAR: Fernando Guerrero |
|                      |                                              | Tiros desde el punto penal     |                                                     |                                                                                |                                                                                |
|                      | Attiyat Allah · El Amloud · Ounajem · Daoudi |                                | Marega · Vietto · Al-Shehri · Al-Hamdan · Al-Juwayr |                                                                                |                                                                                |

| 4 de febrero de 2023 | Seattle Sounders | 0:1 (0:0) | Al-Ahly   | Estadio de Tánger, Tánger                                                      |                                                                                |
| 18:30                |                  | Reporte   | Afsha 88' | Asistencia: 30 589 espectadores Árbitro(s): Anthony Taylor VAR: Jérôme Brisard | Asistencia: 30 589 espectadores Árbitro(s): Anthony Taylor VAR: Jérôme Brisard |

### Semifinales
| 7 de febrero de 2023 | Flamengo         | 2:3 (1:2) | Al-Hilal                                           | Estadio de Tánger, Tánger                                                       |                                                                                 |
| 20:00                | Pedro 20', 90+1' | Reporte   | S. Al-Dawsari 4' (pen.), 45+9' (pen.) · Vietto 70' | Asistencia: 42 496 espectadores Árbitro(s): István Kovács VAR: Martínez Munuera | Asistencia: 42 496 espectadores Árbitro(s): István Kovács VAR: Martínez Munuera |

| 8 de febrero de 2023 | Al-Ahly            | 1:4 (0:1) | Real Madrid                                                     | Estadio Moulay Abdellah, Rabat                                                |                                                                               |
| 20:00                | Maâloul 65' (pen.) | Reporte   | Vinícius Jr. 42' · Valverde 46' · Rodrygo 90+2' · Arribas 90+8' | Asistencia: 43 508 espectadores Árbitro(s): Andrés Matonte VAR: Nicolás Gallo | Asistencia: 43 508 espectadores Árbitro(s): Andrés Matonte VAR: Nicolás Gallo |

### Tercer puesto
| 11 de febrero de 2023 | Al-Ahly              | 2:4 (1:1) | Flamengo                                                  | Estadio de Tánger, Tánger                                                   |                                                                             |
| 16:30                 | Abdel Kader 38', 60' | Reporte   | Gabriel Barbosa 11' (pen.), 85' (pen.) · Pedro 77', 90+1' | Asistencia: 30 216 espectadores Árbitro(s): Mustapha Ghorbal VAR: Juan Soto | Asistencia: 30 216 espectadores Árbitro(s): Mustapha Ghorbal VAR: Juan Soto |

## Final
| 13         | Guardameta     | Andriy Lunin        |     |
| 2          | Defensa        | Dani Carvajal       | 79' |
| 22         | Defensa        | Antonio Rüdiger     |     |
| 4          | Defensa        | David Alaba         |     |
| 12         | Defensa        | Eduardo Camavinga   |     |
| 18         | Centrocampista | Aurélien Tchouaméni | 62' |
| 10         | Centrocampista | Luka Modrić         | 74' |
| 8          | Centrocampista | Toni Kroos          | 74' |
| 15         | Delantero      | Federico Valverde   |     |
| 20         | Delantero      | Vinícius Júnior     |     |
| 9          | Delantero      | Karim Benzema       | 62' |
| Entrenador | Entrenador     | Carlo Ancelotti     |     |

| 1          | Guardameta     | Abdullah Al-Mayouf  |     |
| 66         | Defensa        | Saud Abdulhamid     |     |
| 20         | Defensa        | Jang Hyun-soo       |     |
| 5          | Defensa        | Ali Al-Bulaihi      |     |
| 4          | Defensa        | Khalifah Al-Dawsari |     |
| 28         | Centrocampista | Mohamed Kanno       |     |
| 6          | Centrocampista | Gustavo Cuéllar     |     |
| 19         | Centrocampista | André Carrillo      | 74' |
| 29         | Centrocampista | Salem Al-Dawsari    | 74' |
| 10         | Centrocampista | Luciano Vietto      | 86' |
| 17         | Delantero      | Moussa Marega       | 86' |
| Entrenador | Entrenador     | Ramón Díaz          |     |

| 19 | Centrocampista | Dani Ceballos | 62' |
| 21 | Delantero      | Rodrygo       | 62' |
| 6  | Defensa        | Nacho         | 74' |
| 11 | Delantero      | Marco Asensio | 74' |
| 5  | Defensa        | Jesús Vallejo | 79' |

| 16 | Centrocampista | Nasser Al-Dawsari  | 74' |
| 96 | Centrocampista | Michael            | 74' |
| 9  | Delantero      | Odion Ighalo       | 86' |
| 14 | Delantero      | Abdullah Al-Hamdan | 86' |

| Anotado | 13' | Vinícius Júnior   | 1−0 |
| Anotado | 18' | Federico Valverde | 2−0 |
| Anotado | 54' | Karim Benzema     | 3−1 |
| Anotado | 58' | Federico Valverde | 4−1 |
| Anotado | 69' | Vinícius Júnior   | 5−2 |

| Anotado | 26' | Moussa Marega  | 2−1 |
| Anotado | 63' | Luciano Vietto | 4−2 |
| Anotado | 79' | Luciano Vietto | 5−3 |

| Árbitro             | Anthony Taylor      |
| Árbitros asistentes | Stuart Beswick      |
| Árbitros asistentes | Adam Nunn           |
| Cuarto árbitro      | Ma Ning             |
| Quinto árbitro      | Zhou Fei            |
| VAR                 | Massimiliano Irrati |
| Asistentes del VAR  | Fu Ming             |
| Asistentes del VAR  | Kathryn Nesbitt     |
| Asistentes del VAR  | Rédouane Jiyed      |

| 13         | Guardameta     | Andriy Lunin        |     |
| 2          | Defensa        | Dani Carvajal       | 79' |
| 22         | Defensa        | Antonio Rüdiger     |     |
| 4          | Defensa        | David Alaba         |     |
| 12         | Defensa        | Eduardo Camavinga   |     |
| 18         | Centrocampista | Aurélien Tchouaméni | 62' |
| 10         | Centrocampista | Luka Modrić         | 74' |
| 8          | Centrocampista | Toni Kroos          | 74' |
| 15         | Delantero      | Federico Valverde   |     |
| 20         | Delantero      | Vinícius Júnior     |     |
| 9          | Delantero      | Karim Benzema       | 62' |
| Entrenador | Entrenador     | Carlo Ancelotti     |     |

| 1          | Guardameta     | Abdullah Al-Mayouf  |     |
| 66         | Defensa        | Saud Abdulhamid     |     |
| 20         | Defensa        | Jang Hyun-soo       |     |
| 5          | Defensa        | Ali Al-Bulaihi      |     |
| 4          | Defensa        | Khalifah Al-Dawsari |     |
| 28         | Centrocampista | Mohamed Kanno       |     |
| 6          | Centrocampista | Gustavo Cuéllar     |     |
| 19         | Centrocampista | André Carrillo      | 74' |
| 29         | Centrocampista | Salem Al-Dawsari    | 74' |
| 10         | Centrocampista | Luciano Vietto      | 86' |
| 17         | Delantero      | Moussa Marega       | 86' |
| Entrenador | Entrenador     | Ramón Díaz          |     |

| 19 | Centrocampista | Dani Ceballos | 62' |
| 21 | Delantero      | Rodrygo       | 62' |
| 6  | Defensa        | Nacho         | 74' |
| 11 | Delantero      | Marco Asensio | 74' |
| 5  | Defensa        | Jesús Vallejo | 79' |

| 16 | Centrocampista | Nasser Al-Dawsari  | 74' |
| 96 | Centrocampista | Michael            | 74' |
| 9  | Delantero      | Odion Ighalo       | 86' |
| 14 | Delantero      | Abdullah Al-Hamdan | 86' |

| Anotado | 13' | Vinícius Júnior   | 1−0 |
| Anotado | 18' | Federico Valverde | 2−0 |
| Anotado | 54' | Karim Benzema     | 3−1 |
| Anotado | 58' | Federico Valverde | 4−1 |
| Anotado | 69' | Vinícius Júnior   | 5−2 |

| Anotado | 26' | Moussa Marega  | 2−1 |
| Anotado | 63' | Luciano Vietto | 4−2 |
| Anotado | 79' | Luciano Vietto | 5−3 |

| Árbitro             | Anthony Taylor      |
| Árbitros asistentes | Stuart Beswick      |
| Árbitros asistentes | Adam Nunn           |
| Cuarto árbitro      | Ma Ning             |
| Quinto árbitro      | Zhou Fei            |
| VAR                 | Massimiliano Irrati |
| Asistentes del VAR  | Fu Ming             |
| Asistentes del VAR  | Kathryn Nesbitt     |
| Asistentes del VAR  | Rédouane Jiyed      |

|                                                                      |
| Bandera de España                                                    |
| Campeón Real Madrid C. F.                                            |
| 5.to título 8.º título mundial considerando la Copa Intercontinental |

## Estadísticas

### Tabla de rendimiento
| Pos | Club             | Puntos | PJ | PG | PE | PP | GF | GC | Dif. | Rend.  |
| --- | ---------------- | ------ | -- | -- | -- | -- | -- | -- | ---- | ------ |
| 1   | Real Madrid      | 6      | 2  | 2  | 0  | 0  | 9  | 4  | +5   | 100%   |
| 2   | Al-Hilal         | 4      | 3  | 1  | 1  | 1  | 7  | 8  | -1   | 44%    |
| 3   | Flamengo         | 3      | 2  | 1  | 0  | 1  | 6  | 5  | +1   | 50%    |
| 4   | Al-Ahly          | 6      | 4  | 2  | 0  | 2  | 7  | 8  | -1   | 50%    |
| 5   | Wydad Casablanca | 1      | 1  | 0  | 1  | 0  | 1  | 1  | 0    | 33.33% |
| 6   | Seattle Sounders | 0      | 1  | 0  | 0  | 1  | 0  | 1  | -1   | 0%     |
| 7   | Auckland City    | 0      | 1  | 0  | 0  | 1  | 0  | 3  | -3   | 0%     |

Actualizado al 11 de febrero de 2023.

### Tabla de goleadores
Al goleador le correspondió la Bota de oro del campeonato, al segundo goleador la Bota de plata y al tercero la Bota de bronce.
| Jugador                                                           | Club        | Anotado | Minutos jugados |
| ----------------------------------------------------------------- | ----------- | ------- | --------------- |
| Pedro                                                             | Flamengo    | 4       | 180'            |
| Luciano Vietto                                                    | Al-Hilal    | 3       | 178'            |
| Vinícius Júnior                                                   | Real Madrid | 3       | 180'            |
| Federico Valverde                                                 | Real Madrid | 3       | 180'            |
| Gabriel Barbosa                                                   | Flamengo    | 2       | 180'            |
| Salem Al-Dawsari                                                  | Al-Hilal    | 2       | 247'            |
| Ahmed Abdel Kader                                                 | Al-Ahly     | 2       | 282'            |
| Actualizado al último partido disputado el 11 de febrero de 2023. |             |         |                 |

### Premio Fair Play
El premio Fair Play de la FIFA se lo otorgó al equipo participante que logró el juego más limpio en el campeonato.
| Equipo      |
| Real Madrid |
| ----------- |

### Premio Alibaba Cloud
El premio Alibaba Cloud fue entregado al mejor jugador de la final.
| Jugador         | Equipo      |
| Vinícius Júnior | Real Madrid |
| --------------- | ----------- |

### Balones de Oro, Plata y Bronce Adidas
El Balón de Oro Adidas fue un reconocimiento entregado por la firma alemana de indumentaria patrocinante del Mundial de Clubes para el mejor jugador del torneo. Asimismo, también fueron entregados los Balones de Plata y Bronce para los considerados segundo y tercero mejores jugadores del torneo, respectivamente.
| Jugador           | Equipo      |
| ----------------- | ----------- |
| Vinícius Júnior   | Real Madrid |
| Federico Valverde | Real Madrid |
| Luciano Vietto    | Al-Hilal    |